# Cilindro fonografico

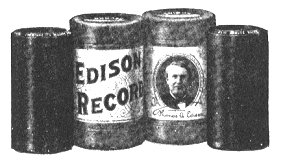
Due cilindri di Edison con la rispettiva custodia in cartone

Il cilindro fonografico è un supporto di registrazione sonora inventato da Thomas Edison negli Stati Uniti d'America nel 1878.

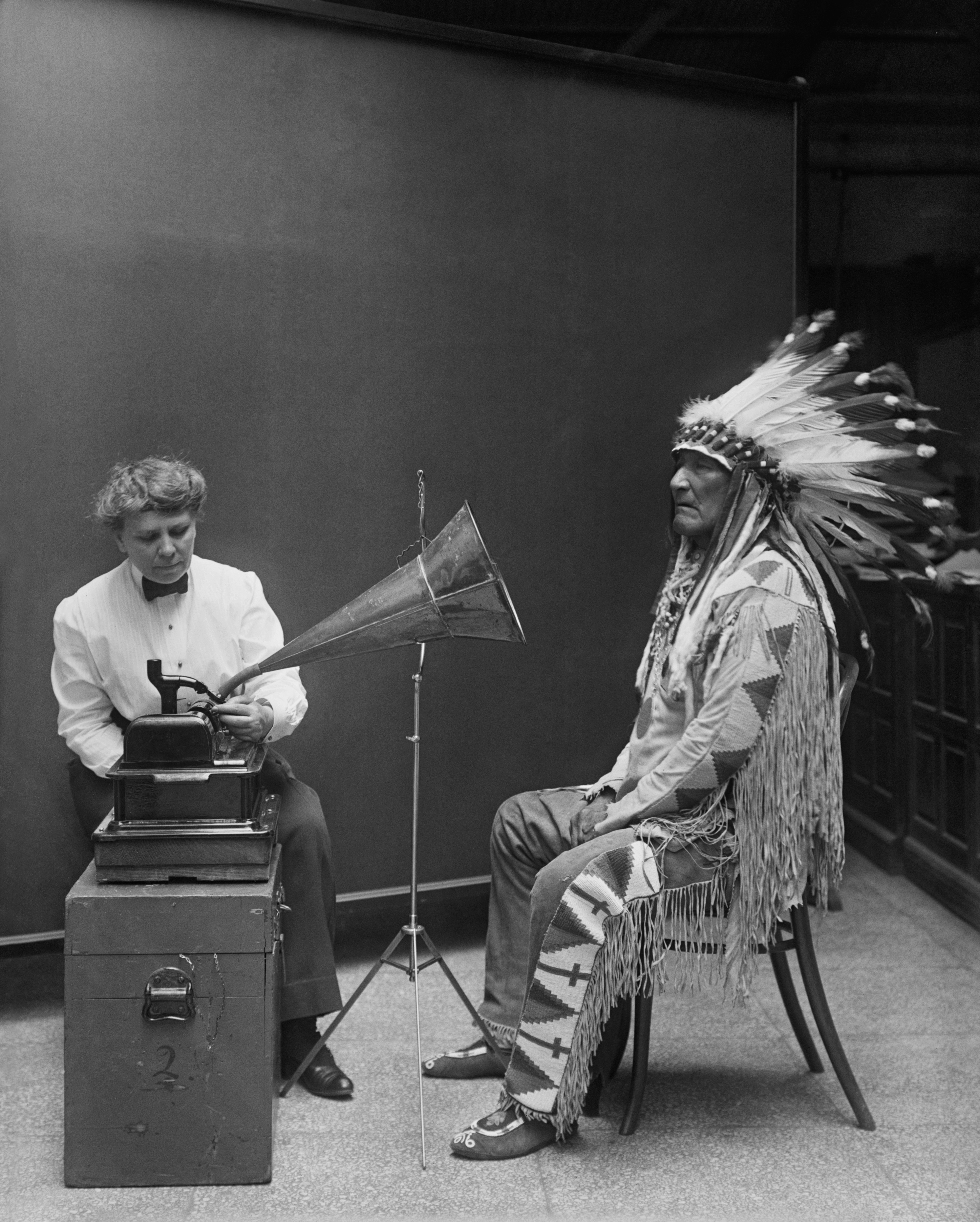
Frances Densmore registra la voce del capo dei Piedi Neri, Mountain Chief, su un fonografo a cilindro al Bureau of American Ethnology (1916)

## Storia

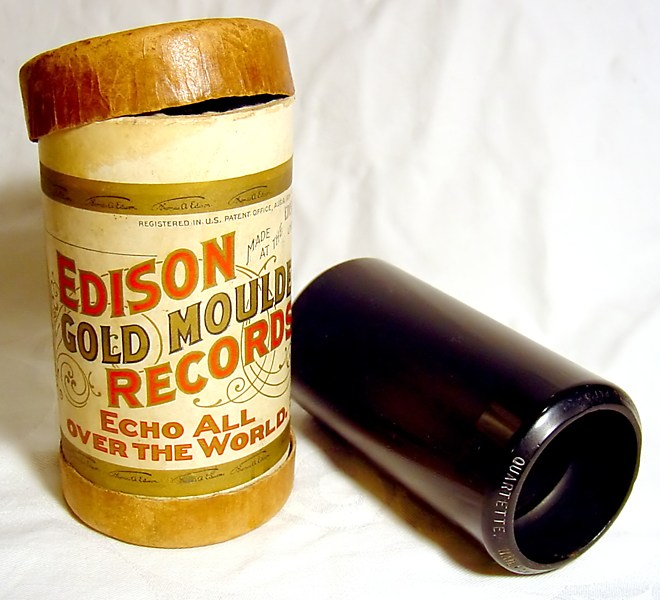
Un cilindro di Edison della Serie Oro, 1904

Venne inventato da Thomas Edison nel 1877 e brevettato nel 1878. L'invenzione si diffuse velocemente in tutto il mondo e nel successivo ventennio, le registrazioni di musica e gli apparecchi riproduttori divennero un settore commerciale in grande sviluppo, con i titoli più importanti che vendettero milioni di copie sin dai primi anni del 1900. Lo sviluppo delle tecniche di produzione di massa fecero divenire i cilindri di registrazione il formato principale di distribuzione della musica dalla fine degli anni 1880 fino a circa il 1910.
Oltre ad essere utilizzato come supporto per la commercializzazione di musica di artisti come Enrico Caruso, vennero utilizzati per documentare discorsi di importanti personaggi del periodo come i presidenti statunitensi Theodore Roosevelt e William Howard Taft per conservare la voce di personaggi storici come la regina Vittoria d'Inghilterra o dei compositori Brahms, Tchaikowsky o Rubinstein e per divulgare lezioni di storia ed economia, trattati di scienze e tecnologia. Esiste anche la registrazione della voce di Giacomo Puccini quando arrivò negli USA. La più grande ditta produttrice dei cilindri è stata la Edison Amberol, ma anche la Columbia Records e la Pathé raggiunsero degli standard di produzione molto elevati: le case d'incisione, specie statunitensi, si sono contese il mercato, ma la predominanza di queste tre citate fu schiacciante, specie con l'arrivo dei dischi a 78 giri.
I cilindri furono poi sostituiti dai 78 giri, più facili da realizzare e che costituirono una specie di archivio per le case discografiche, che, insieme alle novità, incidevano nuovamente le matrici realizzate per i cilindri su questo nuovo supporto. I cilindri vennero quindi progressivamente abbandonati perché erano incapaci di reggere il confronto sia per durata che per la qualità del suono assai superiore dei dischi, nonostante l'introduzione, nel 1908, del cilindro Amberol, che, grazie all'utilizzo di una mescola di celluloide e prodotti fenolici consentiva una durata di registrazione assai maggiore di quelli ottocenteschi. Sono ora oggetto di collezionismo di amanti della musica e appassionati di antiquariato.

## Composizione e funzionamento
I rulli, molto delicati e deperibili, erano realizzati in vari materiali, dapprima di cartone ricoperto da cera, poi in celluloide, avvolto in una fascetta colorata, con l'identificazione della casa produttrice, il numero di catalogo e il titolo del brano. Il tutto era raccolto in una scatolina cilindrica di cartone identificativa della ditta produttrice.
I cilindri erano assai limitati come capacità, infatti duravano circa 2 o 3 minuti, a seconda del tipo. Tuttavia furono realizzati, suddivisi in frammenti registrati ognuno su un cilindro, atti quasi interi e scene da opere famose o popolari. Anche la qualità, certamente superiore a tutti i tentativi rudimentali dei precedenti supporti di registrazione, era assai scarsa.